# Kraftwerk Alt Garge
Das Kraftwerk Alt Garge (offizielle Bezeichnung: Kraftwerk Ost-Hannover) ist ein ehemaliges Kohlekraftwerk der Hamburgischen Electricitäts-Werke (HEW) an der Elbe östlich des heute zu Bleckede gehörigen Ortes Alt Garge im Nordosten von Niedersachsen.
Das Kraftwerk wurde im Zweiten Weltkrieg unter Einsatz zahlreicher Zwangsarbeiter errichtet, die ab 1944 im KZ-Außenlager Alt Garge untergebracht waren, ging aber erst nach Kriegsende (1946) in Betrieb. Im Jahre 1974 wurde es aus wirtschaftlichen Gründen stillgelegt und 1987/88 bis auf kleine Reste abgerissen.

## Geschichte

### Planung und Bau
In den 1930er-Jahren stieg die Nachfrage nach elektrischer Energie wegen der fortschreitenden Elektrifizierung und wegen des Wachstums energieintensiver Industrien, insbesondere auch der Rüstungsindustrie in Vorbereitung für den Zweiten Weltkrieg, stark an. Die HEW planten deshalb ein neues, hochmodernes Kraftwerk mit 4 × 70 MW elektrischer Leistung, um den wachsenden Strombedarf der Stadt Hamburg und der Industriegebiete in Ost-Niedersachsen und in Mecklenburg zu decken. Als Brennstoff sollte Steinkohle aus dem Oberschlesischen Revier dienen, welche per Schiff über Oder, Oder-Spree-Kanal, Havel und Elbe herangeführt werden sollte.
Die konkreten Planungen für den Bau begannen 1938. Bei der Standortwahl wurde der bevorstehende Krieg bereits berücksichtigt, denn bei Alt Garge, weitab der Stadt in dünn besiedeltem Gebiet an einem bewaldeten steilen Elbuferhang war das Kraftwerk relativ schwer zu erkennen und durch Luftangriffe zu treffen.
Die Tiefbauarbeiten starteten nach Kriegsausbruch 1940, wobei der Großteil der Arbeiten durch Zwangsarbeiter aus einem eigens für den Kraftwerksbau angelegten Arbeitslager (später Lager „A“ genannt) ausgeführt wurde. Die Arbeiter waren größtenteils kriegsgefangene osteuropäische Widerstandskämpfer. Sie mussten unter schwersten Bedingungen die harte Arbeit von Hand leisten und dabei Misshandlungen, schlechteste sanitäre Bedingungen und Essen, Hunger, Krankheit und Erschöpfung erdulden. Insgesamt kamen beim Bau des Kraftwerkes mindestens 50 Zwangsarbeiter direkt zu Tode, indirekt vermutlich weit mehr.
Parallel zum Kraftwerk wurde in einem Altarm der Elbe etwa zwei Kilometer nördlich des Kraftwerkes ein Binnenhafen und ein Kohlelagerplatz (53° 16′ 9,2″ N, 10° 48′ 7,7″ O) errichtet. Nachdem der Bau wegen Mangels an Baumaterial für zwei Jahre ausgesetzt werden musste, wurde 1942 der Hochbau begonnen und 1943 das etwa sieben Kilometer lange Anschlussgleis zum Hafen und zum Kohlelager verlegt.
1944 wurde das Lager „A“ aufgelöst und unter Einsatz mehrerer hundert Gefangener aus den KZs Neuengamme und Sachsenhausen wurde etwas näher an der Baustelle ein neues, größeres Lager, das KZ-Außenlager Alt Garge, auch Lager „B“ genannt, errichtet. Die Arbeiten am Kraftwerk gingen aber dennoch nur schleppend voran, insbesondere nachdem das SS-Wirtschaftsverwaltungs-Hauptamt viele Zwangsarbeiter zur anderweitigen Verwendung wieder abzog und das Lager „B“ im Februar 1945 wieder auflöste. Es wurden zwar 1944/45 noch die ersten Maschinenanlagen (Dampfkessel, Turbosatz usw.) eingebaut und die Bahnstrecke nach Bleckede mit Anschluss an die Bahnstrecke Lüneburg–Bleckede der Osthannoverschen Eisenbahnen (OHE) wurde vorangetrieben, jedoch wurde der Bau des Kraftwerkes bis zur Eroberung durch die Alliierten am 1. Mai 1945 nicht abgeschlossen.

### Betrieb
Nach Kriegsende kam dem Kraftwerk hohe Bedeutung zu, denn im Gegensatz zu den meisten anderen Kraftwerken, die im Krieg durch Bomben schwer beschädigt worden waren, war das Werk weitgehend unversehrt. Da die Arbeiten relativ weit fortgeschritten waren, konnte es schnell betriebsbereit gemacht werden, um dringend benötigten Strom für den Wiederaufbau zu liefern. Bereits im Oktober 1945 wurden die Bauarbeiten mit Genehmigung der Britischen Militärregierung – nun natürlich ohne Zwangsarbeiter – fortgesetzt und im Mai 1946 speiste der erste 70-MW-Block erstmals Strom ins Netz ein. 1949 wurde der zweite Block in Betrieb genommen. Dabei blieb es, der ursprünglich geplante Ausbau auf vier Blöcke wurde verworfen.
Die Baracken der ehemaligen Arbeiterlager dienten nach dem Krieg kurzzeitig zur Unterbringung von Displaced Persons, befreiten ausländischen Gefangenen und Zwangsarbeitern der Deutschen.
1949 siedelte die HEW in der Nähe des Kraftwerkes ein Porenbetonwerk an, das unter anderem die anfallende Schlacke aus dem Kraftwerk verarbeitete.
Da das Kraftwerk durch die innerdeutsche Grenze von den oberschlesischen Kohlevorräten abgeschnitten war, wurde statt des ursprünglich geplanten Brennstoffs Kohle aus den westdeutschen Revieren sowie Importkohle eingesetzt, die mit Schleppkähnen aus Hamburg elbaufwärts und seltener auch per Bahn antransportiert wurde.
Der produzierte Strom ging über Hochspannungsdoppelleitungen
- über eine Elbekreuzung bei Hohnstorf und Geesthacht weiter nach Hamburg ins Netz der HEW,
- über eine zweite Leitung nach Lüneburg-Rettmer ins Netz der HASTRA
- und über eine dritte Leitung nach Hagenow in Mecklenburg.

Über letztere Leitung wurde bis 1958 auch Strom an die DDR und durch das Netz der DDR nach West-Berlin geliefert, wofür die DDR ein „Leitungsentgelt“ erhielt.
Über 30 Jahre bestimmte das Kraftwerk mit seinem Eisenbahnanschluss, Zulieferbetrieben und benachbarter Industrie als wirtschaftlicher Mittelpunkt den Alltag im vormals strukturschwachen Fischerdorf Alt Garge. Die Bedeutung des Kraftwerkes für den Ort wird aus dem Wappen deutlich, in dem zwei elektrische Blitze als Symbol für das Kraftwerk stehen.

### Stilllegung, Abriss und Überreste
Da die HEW den Bedarf der Stadt Hamburg vermehrt aus größeren, moderneren und stadtnahen Kraftwerken deckte, wurde das Kraftwerk Alt Garge in den 1960er Jahren zunehmend unwirtschaftlich und es fiel 1968 der Beschluss zur Stilllegung. Zuletzt wurde das Kraftwerk nur noch als Spitzenlastreserve betriebsbereit gehalten, kam aber selten zum Einsatz. Im Jahre 1973 wurde der Personenverkehr auf der Kraftwerksbahnstrecke nach Bleckede eingestellt, im Folgejahr 1974 ging das Kraftwerk vom Netz.
Die Gebäude des Kraftwerkes und die Bekohlungsanlagen am Hafen blieben danach noch für fast 15 Jahre stehen, bis sie 1987/88 weitgehend abgerissen wurden. Die beiden scherzhaft „Max & Moritz“ genannten Schornsteine wurden gesprengt. Auch das ehemalige Umspannwerk am Ortsausgang Alt Garge Richtung Bleckede (53° 16′ 3″ N, 10° 47′ 34,7″ O) wurde in den 1990er Jahren demontiert.
Heute erinnern nur noch
- vom Kessel- und Maschinenhaus einige Fundamentruinen, Kühlwasserein- und -auslauf (53° 15′ 26,2″ N, 10° 49′ 3,6″ O),
- Reste der Kaianlagen im Kohlehafen (53° 16′ 10,5″ N, 10° 48′ 11,7″ O),
- ein Wasser-Hochbehälter auf der Anhöhe über dem ehemaligen Kraftwerksstandort (53° 15′ 22,5″ N, 10° 48′ 56,5″ O),
- ein ehemaliges Pförtnergebäude am Ostrand von Alt Garge (53° 15′ 38,7″ N, 10° 48′ 49,9″ O), das heute als Wohnhaus genutzt wird,
- Reste der Werkbahnstrecke, die heute von einem Verein für freizeitmäßige Draisinen-Fahrten benutzt werden,[8]
- sowie eine SS-Wirtschaftsbaracke aus dem Lager „B“

an das ehemalige Kraftwerk.
Im Ort Alt Garge nahe dem ehemaligen Lager „A“ wurde 1995 ein Gedenkstein für die Opfer der Zwangsarbeit aufgestellt. Auch auf dem Friedhof in Barskamp erinnern einige Grabsteine und ein Denkmal an die Toten.
Eine Dampfspeicherlokomotive, die ihren Dienst auf der Kraftwerksbahnstrecke getan hatte, landete nach der Ausmusterung 1985 als Ausstellungsstück im HEW-Museum Electrum in Hamburg, von wo sie nach der Schließung des Museums 2003 an die Arbeitsgemeinschaft Geesthachter Eisenbahn abgegeben wurde.

### Nachfolgenutzung
Nach der Stilllegung des Altkraftwerkes gab es seitens HEW mehrfach Überlegungen, am selben Standort als Ersatz für abzuschaltende Kernkraftwerke ein neues, wesentlich größeres Kohlekraftwerk oder ein neues Kernkraftwerk zu errichten. Diese wurden aber verworfen.

## Technik
Die Anlieferung der Kohle erfolgte per Schiff. Im Hafen wurde die Kohle auf einer Halde zwischengelagert. Das Lager hatte eine Speicherkapazität von 220.000 t für den Fall, dass die Elbe bei strengem Winter wegen Eisgang nicht schiffbar sein sollte, sodass der Kraftwerksbetrieb auch ohne Kohlelieferung für mehrere Wochen fortgesetzt werden konnte.
Beim Kohlelager gab es einen Brecherturm, in dem die Kohle grob vorgemahlen wurde. Von dort wurde die Kohle per Werkbahn zum eigentlichen Kraftwerk gefahren. Im Einsatz waren unter anderem Diesellokomotiven von MaK in Kiel (Typ 650 D), sowie eine Dampfspeicherlok von Orenstein & Koppel (Nr. 4959).
Im Kraftwerk angekommen wurde die Kohle zwischengelagert, fein gemahlen und in vier Dampfkesseln mit Staubfeuerung verbrannt. Der erzeugte Hochdruckdampf wurde in zwei Turbinensätzen verstromt, wobei jeder Satz aus einer Hochdruck-Vorschalt- und einer Niederdruck-Nachschalt-Dampfturbine, jeweils mit eigenem Generator, bestand. Die Kondensatoren der ND-Turbinen waren mit Wasser aus der Elbe direkt gekühlt. Die Rauchgase aus den vier Kesseln wurden über vier Saugzuggebläse abgezogen, mittels vier Elektrofilter entstaubt (zur damaligen Zeit keine Selbstverständlichkeit!) und über zwei 64 m hohe Betonschornsteine abgeführt.